# Coby Fleener
Jacoby „Coby“ Fleener (* 20. September 1988 in Lemont, Illinois) ist ein ehemaliger US-amerikanischer American-Football-Spieler auf der Position des Tight Ends. Er spielte zuletzt für die New Orleans Saints in der National Football League (NFL).

## College
Fleener besuchte die Stanford University und lief zwischen 2008 und 2011 für deren Mannschaft, die Cardinal auf. Zunächst als Wide Receiver, danach als Tight End, wobei er sich von Jahr zu Jahr verbesserte. So erzielte er 10 seiner insgesamt 18 Touchdowns in seiner letzten Saison.

## NFL

### Indianapolis Colts
Er wurde beim NFL Draft 2012 in der 2. Runde als insgesamt 34. Spieler von den Indianapolis Colts ausgewählt. In seiner Rookie-Saison kam er in 12 Partien zum Einsatz und konnte zwei Touchdowns erzielen. 2014 war mit acht Touchdowns seine bislang erfolgreichste Spielzeit.

### New Orleans Saints
Am 9. März unterschrieb er bei den New Orleans Saints einen Fünfjahresvertrag über 36 Millionen US-Dollar.
Fleener konnte die hohen Erwartungen, die in ihn gesetzt wurden, nicht erfüllen. 2016 konnte er 631 Yards und drei Touchdowns erlaufen, 2017 295 Yards und zwei Touchdowns, bevor in Woche 12 für ihn die Saison wegen einer schweren Gehirnerschütterung zu Ende war. Anfang Mai 2018 wurde er von den Saints entlassen.